# Paris-Roubaix de 1929
A 30.ª edição da Paris-Roubaix teve lugar a 31 de março de 1929 e foi vencida pelo belga Charles Meunier, quem se beneficiou da queda de George Ronsse e Aimé Deolet na pista do Stade Amédée-Prouvost de Wattrelos , onde estava a chegada.

## Percurso
A saída desta edição foi Vésinet. A corrida passou por Pontoise , Méru, Beauvais, Breteuil, Amiens, Doullens, Arras, Hénin-Beaumont e Seclin. A chegada deslocou-se ao Stade Amédée-Prouvost de Wattrelos, onde as suas tribunas permitiam aos organizadores cobrar entrada ao público.

## Desenvolvimento da corrida
Ao começo da cota de Doullens, os belgas Julien Vervaecke e Van Rossem atacam. Unem-se-lhes os franceses Mauclair e Foucaux. Vervaecke passou em cabeça pela cume da cota, com mais de dois minutos de vantagem sobre o pelotão. Os escapados não colaboram entre eles e 25 corredores lhes ultrapassam em Arras, onde se encontra o desafio.
Os belgas Aimé Déolet, Charles Meunier e George Ronsse, todos da equipa La Française, e Alfred Hamerlinck se escapam. Este último sofreu um furo em Hénin-Beaumont e teve que abandonar. Os outros três seguiram em cabeça de corrida. Ronsse também sofre um furo a 16 quilómetros da meta mas consegue contactar com ajuda dos seus colegas.
Já no estádio de Amédée-Prouvost, Ronsse cai na última curva e com o ele também Déolet. Meunier cruza a linha de meta em solitário ganhando a Paris-Roubaix. Ronsse cruza a linha de meta em segunda posição com a bicicleta no ombro. Após este incidente, o público invadiu a pista. O pelotão não pôde entrar ao estádio e o sexto lugar não se disputou.
A imprensa comentou negativamente o resultado desta corrida. Ao ano seguinte, a meta transladou-se à avenida de Villas. Charles Miller ganhou contra todos os prognósticos. Desconhecido até Paris-Roubaix de 1928 onde ocupou o terceiro lugar. A sua carreira viu-se interrompida por um problema no joelho e seu palmarés profissional não conta com nenhuma outra vitória.

## Classificação final
| 1. Charles Meunier    | Bélgica    | 8 h 54 min 50 s |            |
| 2. Georges Ronsse     | Bélgica    | +               | 12 s       |
| 3. Aimé Deolet        | Bélgica    |                 | 48 s       |
| 4. Armand Van Bruaene | Bélgica    |                 | 2 min 30 s |
| 5. Gaston Rebry       | Bélgica    |                 | 2 min 30 s |
| 6. Jean Aerts         | Bélgica    |                 | 2 min 30 s |
| 6. Ernest Neuhard     | França     |                 | 2 min 30 s |
| 6. Julien Moineau     | França     |                 | 2 min 30 s |
| 6. Roger Grégoire     | França     |                 | 2 min 30 s |
| 6. Julien Perrain     | França     |                 | 2 min 30 s |
| 6. Jan Mertens        | Bélgica    |                 | 2 min 30 s |
| 6. Aimé Dossche       | Bélgica    |                 | 2 min 30 s |
| 6. Nicolas Frantz     | Luxemburgo |                 | 2 min 30 s |
| 6. Victor Fontan      | França     |                 | 2 min 30 s |
| 6. Désiré Louesse     | Bélgica    |                 | 2 min 30 s |
| 6. Émile Joly         | Bélgica    |                 | 2 min 30 s |
| 6. Maurice Geldhof    | Bélgica    |                 | 2 min 30 s |
| 6. August Mortelmans  | Bélgica    |                 | 2 min 30 s |
| 6. Joseph Mauclair    | França     |                 | 2 min 30 s |
| 6. Julien Vervaecke   | Bélgica    |                 | 2 min 30 s |